# Robert Shirley (1er comte Ferrers)
Robert Shirley (20 octobre 1650-25 décembre 1717) est un pair anglais, titré comte Ferrers, et courtisan.

## Biographie
Il est né à East Sheen, le troisième fils de Robert Shirley, 4e baronnet et de son épouse Catherine Okeover. Il fait ses études à Christ Church, Oxford. En mars 1669, il hérite du titre de baronnet de son neveu, mort dans l'enfance et obtient une maîtrise d'Oxford en 1669. Il est proposé comme candidat pour Lichfield en 1677 par Thomas Thynne (1er vicomte Weymouth), époux de sa cousine Frances, mais il préfère accepter un siège à la Chambre des lords, la baronnie de Ferrers de Chartley lui étant attribuée en décembre. Il est également nommé sous-lieutenant du Staffordshire peu de temps après. En 1683, il est nommé haut commissaire de Stafford, remplaçant le duc de Monmouth.
Le 18 février 1684, Lord Ferrers est nommé maître du cheval de la reine consort, Catherine de Bragance. Après la mort de Charles II en 1685, il devient lord steward de la reine douairière et «huissier en chef des revenus», poste qu'il occupe jusqu'à sa mort en 1705. Parmi les biens de la reine se trouve l'honneur de Higham Ferrers, qui fait partie du Duché de Lancastre, qui lui a été accordé à vie par Charles II avec réversion au comte de Feversham, son lord chambellan. Depuis que Feversham a quitté la politique active après la Glorieuse Révolution en 1689, le poste est accordé à Ferrers. Cela lui permet de choisir le député de Higham Ferrers jusqu'en 1703, lorsque Thomas Watson-Wentworth, dont le frère a épousé la belle-sœur de Feversham, lui achète la réversion de l'honneur de Higham Ferrers et reprend l'influence électorale.
Lors du couronnement du roi Jacques II en avril, Ferrers est le Lord assistant de l'échanson. Il est également le premier colonel du régiment de fantassins de la princesse Anne de Danemark, levé à l'été 1685, lors de la rébellion de Monmouth, mais est destitué au profit de James FitzJames, 1er duc de Berwick le 1er novembre 1686. En septembre 1687, il est nommé Lord Lieutenant du Staffordshire remplaçant le comte de Shrewsbury, qui refuse de se conformer aux ordres de Jacques II de purger la commission de la paix et d'envoyer au Parlement des candidats royalistes (pour obtenir l'abrogation du Test Act et les lois pénales). Cependant, Ferrers ne s'est pas avéré plus maniable et est remplacé en novembre par Walter Aston (3e Lord Aston de Forfar). Il est également renvoyé de la haute gérance de Stafford en février 1688.
En décembre 1688, après le début de la Glorieuse Révolution, Ferrers, Lord Chesterfield et une suite de lords assistent la princesse Anne à Nottingham et l'escortent à Warwick. Sous Guillaume III et Marie II, Ferrers est renommé haut commissaire de Stafford.
En 1692, Ferrers et Thynne (ce dernier maintenant vicomte Weymouth) décident de se partager la baronnie de Farney dans le comté de Monaghan, tous deux possédant une fraction égale de celle-ci en tant que cohéritiers de Robert Devereux (3e comte d'Essex). La baronnie est arpentée et divisée en terres de valeur égale, Weymouth prenant la partie orientale et Ferrers l'ouest. Cependant, l'enquête s'est rapidement révélée erronée et la part de Ferrers de moindre valeur. Weymouth cède une partie de sa part à Ferrers pour les égaliser, un processus achevé en 1706.
Ferrers est admis au Conseil privé le 25 mai 1699. Il est maintenu au Conseil privé de la reine Anne et est de nouveau Lord assistant lors de son couronnement.
Après son deuxième mariage avec Selina Finch en 1699, il passe une grande partie de son temps dans une maison qu'il a construite à Twickenham, Heath Lane Lodge. Le 3 septembre 1711, Lord Ferrers est créé comte Ferrers et vicomte Tamworth. À sa mort à Bath six ans plus tard, son comté passe à son deuxième fils (mais l'aîné survivant) Washington, tandis que sa baronnie passe à sa petite-fille, Elizabeth, son père et son frère aîné étant décédés en 1698 et 1714, respectivement. Washington reçoit les domaines de la famille dans le Northamptonshire en fief simple, tandis que ceux du Derbyshire, du Nottinghamshire, du Leicestershire et du Staffordshire sont dans une certaine mesure grevés de rentes pour ses quatre demi-frères cadets et d'une jointure avec la comtesse douairière Selina. Elle reçoit également Heath Lane Lodge, qui devait ensuite aller chez son fils aîné; il hérite également du domaine d'Ettington Park près de Stratford-upon-Avon dans le Warwickshire, et lui et ses trois frères à part entière ont quitté conjointement les terres irlandaises d'Earl dans le comté de Monaghan. Le domaine de Garsdon dans le Wiltshire, hérité des Washingtons, va au troisième fils survivant du comte, Laurence,.

## Famille
Le 28 décembre 1671, Shirley épouse l'héritière Elizabeth Washington (décédée le 2 octobre 1693) et ils ont dix fils et sept filles,:
- Robert Shirley (1673-1699)
- Elizabeth Shirley (25 novembre 1674 - 10 octobre 1677)
- Katherine Shirley (31 mai 1676-18 août 1679)
- Washington Shirley (2e comte Ferrers) (1677-1729)
- Elizabeth Shirley (20 juin 1678 - 7 mars 1740), épouse Walter Clarges (d. 1723), fils cadet de Walter Clarges, 1er baronnet
- Anne Eleanora Shirley (12 novembre 1679-1754)
- Katherine Shirley (17 février 1680 - octobre 1736), célibataire
- Charles Shirley (9 avril 1682 - 28 mai 1682)
- Dorothy Shirley (25 mai 1683 - 3 avril 1721), épouse John Cotes en 1700
- Charles Shirley (21 juin 1684 - 12 septembre 1685)
- Lewis Shirley (13 juillet 1685 - 1710), célibataire
- George Shirley (21 octobre 1686-1694)
- Barbara Shirley (5 février 1687 - 7 novembre 1768), célibataire
- Ferrers Shirley (23 avril 1689 - 25 juin 1707)
- Walter Shirley (27 mai 1690 - après 1694; décédé jeune)
- Henry Shirley (3e comte Ferrers) (1691-1745)
- Laurence Shirley (26 septembre 1693 - 1743), épouse Anne Clarges, fille de Walter Clarges (1er baronnet), et a des enfants, notamment:
  - Laurence Shirley (4e comte Ferrers) (en) (1720–1760)
  - Washington Shirley, 5e comte Ferrers (1722-1778)
  - Robert Shirley (6e comte Ferrers) (1723-1787)
  - Walter Shirley (1725-1786)
  - Thomas Shirley (1733-1814)

En août 1699, Lord Ferrers épouse Selina Finch (décédée le 20 mars 1762) et ils ont dix enfants:
- Robert Shirley (1700-1738)
- Selina Shirley (2 juillet 1701 - 14 décembre 1777), mariée à Peter Bathurst (1687-1748)
- Mary Shirley (20 novembre 1702 - 17 mai 1771), épouse Charles Tryon, de Bulwick, et a des enfants, dont William Tryon
- George Shirley (1704-1704)
- George Shirley (23 octobre 1705-22 octobre 1787), épouse Mary Sturt, sœur de Humphrey Sturt, et a des enfants
- Frances Shirley (5 mai 1707 - 15 juillet 1778), célibataire
- Anne Shirley (24 mai 1708 - 6 février 1779), épouse Robert Furnese
- Sewallis Shirley (1709-1765), épouse Margaret Rolle (15e baronne Clinton) (1709–1781)
- Stuarta Shirley (19 août 1711 - 31 décembre 1767), célibataire
- John Shirley (12 mars 1712 - 15 février 1768), célibataire